# Terre-Clapier

Terre-Clapier este o comună în departamentul Tarn din sudul Franței. În 2009 avea o populație de 238 de locuitori.

## Evoluția populației
| An        | 1975 | 1982 | 1990 | 1999 | 2006 | 2009 |
| --------- | ---- | ---- | ---- | ---- | ---- | ---- |
| Populație | 244  | 234  | 218  | 215  | 235  | 238  |